# Ophiozona nivea
Ophiozona nivea är en ormstjärneart som beskrevs av George Richard Lyman 1875. Ophiozona nivea ingår i släktet Ophiozona och familjen fransormstjärnor. Inga underarter finns listade i Catalogue of Life.